# Chiesa della Madonna di Caravaggio (Trento)

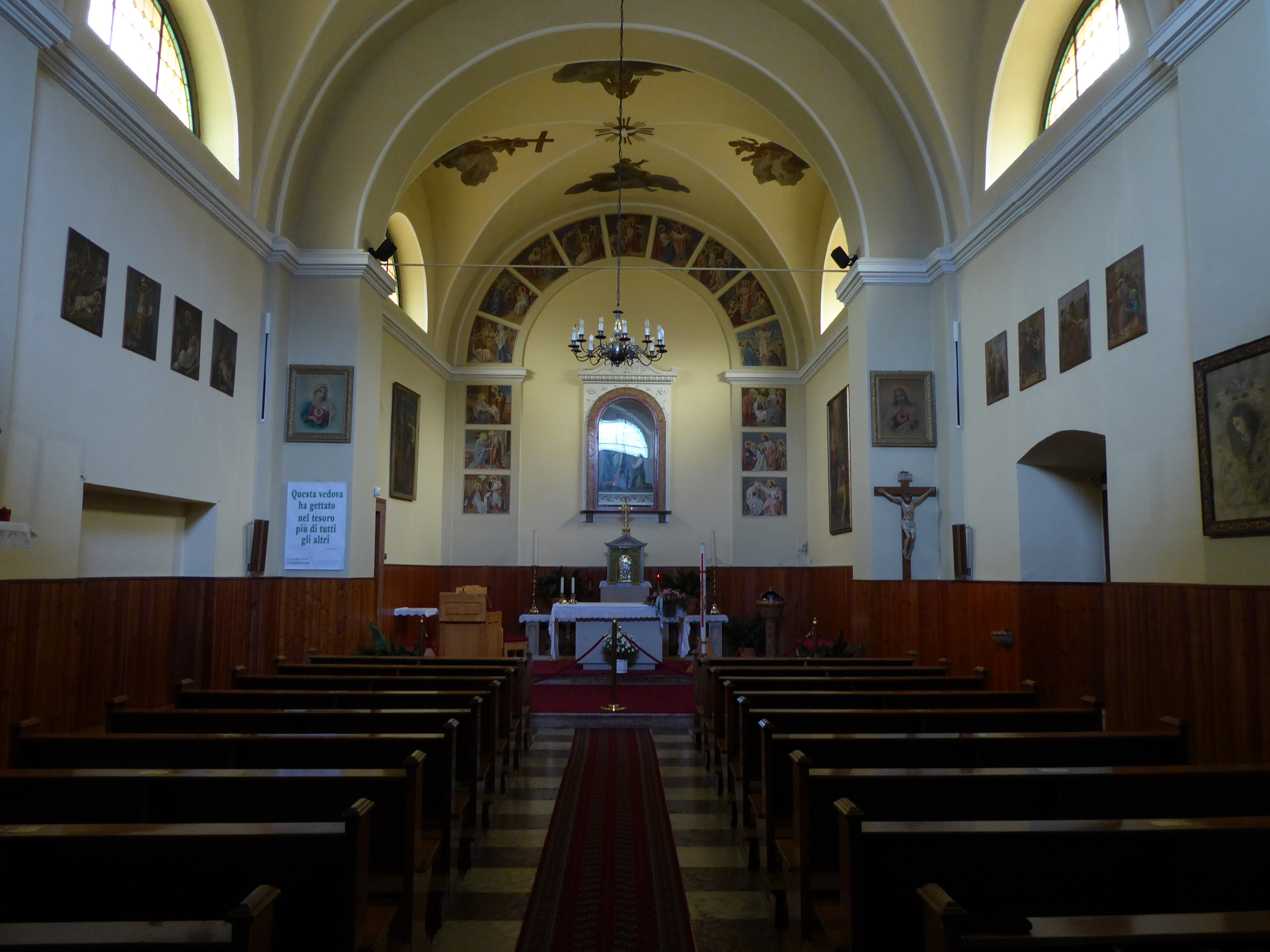
L'interno

La chiesa della Madonna di Caravaggio è la parrocchiale di Gazzadina, frazione di Trento in Trentino. Risale al XVIII secolo.

## Storia
La curia di Trento ricevette la richiesta dei Gottardi e della popolazione di Gazzadina di poter erigere una cappella, dedicata alla Madonna di Caravaggio, attorno al 1740. Vennero offerti il terreno adatto, la disponibilità a partecipare alla costruzione e il necessario per il suo mantenimento. L'anno successivo il principe vescovo di Trento Domenico Antonio Thun concesse tale permesso con l'unica condizione che non vi fossero celebrate le messe durante le festività più importanti.
L'edificio che venne eretto era destinato a sostituire la preesistente chiesa di San Martino, che si trovava su un'altura a breve distanza ma in posizione disagevole. Oltre un secolo più tardi, sullo stesso sito, venne eretta una chiesa di maggiori dimensioni, e quella esistente divenne parte del nuovo luogo di culto, utilizzata come sacrestia. L'edificio sacro fu benedetto nel 1856.
Nel corso del XX secolo Agostino Aldi e Vittorio Bertoldi, in interventi successivi, arricchirono di decorazioni le volte della sala e le pareti del presbiterio. Negli anni quaranta venne restaurata la torre campanaria e nella seconda metà del secolo venne edificata la nuova sacrestia e si procedette ad ulteriori lavori per sistemare gli interni e per conservare la struttura.

## Descrizione
L'edificio è posto nel centro storico del paese, orientato a nord.
Mostra una facciata semplice a capanna con due spioventi. Il portale ha un architrave, sopra vi è una finestra a lunetta ed in alto, nel frontone, un piccolo oculo rotondo. Ha una sola navata, ed il presbiterio è leggermente rialzato.